# Katharina Fritsch
Pour les articles homonymes, voir Fritsch.
Katharina Fritsch, née le 14 février 1956 à Essen (Allemagne), est une plasticienne allemande qui vit et travaille à Düsseldorf.

## Biographie
Katharina Fritsch est née en 1956 en Allemagne de l'Ouest,. Le père de Katharina Fritsch est architecte. Elle entame, tout d’abord, des études d’histoire et d’histoire de l'art à Münster. En 1977, elle les interrompt pour suivre des cours à l’Académie des beaux-arts de Düsseldorf, entre 1977 et 1984. Son intérêt se porte alors sur la peinture, mais elle s'est surtout fait connaître, depuis, par ses sculptures. Jusqu’en 1984, elle est l’élève de Fritz Schwegler.
Elle commence à acquérir une notoriété internationale, lors de l’exposition intitulée « Von hier aus – Zwei Monate neue deutsche Kunst in Düsseldorf », qui a lieu à Düsseldorf en 1984. En 1995, elle a représenté l'Allemagne, avec Martin Honert et Thomas Ruff, à la Biennale de Venise.
Les sculptures de Katharina Fritsch sont des représentations grandeur nature ou surdimensionnées, réduites à la forme en soi par des couleurs monochromes. En juillet 2013, elle a ainsi installé à Londres un coq bleu géant sur le socle vide de la Trafalgar Square, pour 18 mois, retenue par la commission diligentée par la mairie,,.
Depuis 2010, Katharina Fritsch est membre à part entière de l’Académie des sciences et des arts de Rhénanie du Nord-Westphalie.

## Caractéristiques de ses créations
Là où le détail saillant ou l'aspect singulier ou la caractéristique frappante conditionnent la particularité d'une photographie et assurent sa crédibilité, on rencontre l'absence de tels détails, renforcé par le caractère monochrome. Elle joue également sur l'humour et la répétition de motifs. Sa vaste et puissante sculpture Rattenkönig (Le Roi de rats), une de ses créations les plus connus représentant un cercle de rats géants attachés par la queue, serait le résultat d'une expérience ordinaire, mi-dégoût, mi-fascination, vécue à la sortie de service d'une institution d'art new-yorkaise. L'artiste se trouva face à un trou à rats. Avec la légende et les contes parlant d'une pelote trônant au croisement de queues de rats noyés, foyer d'infection et pullulement démoniaque.

## Expositions
Expositions individuelles
- 1987 : Kaiser Wilhelm Museum, Krefeld (Allemagne)
- 1988 : Kunsthalle Basel, Bâle (Suisse)
- 1993 : Dia Center for the Arts, New York
- 1996 : San Francisco Museum of Modern Art, San Francisco
- 1997 : Museum für Gegenwartskunst, Bâle
- 1999 : Damenwahl, Kunsthalle Düsseldorf, Dusseldorf

Expositions collectives
- 1982 : Möbel perdu, Museum für Kunst und Moderne, Hambourg
- 1987 : Skulptur Projekte in Munster, Westfalisches Landesmuseum für Kunst und Kulturgeschichte, Munster
- 2005 : Fondation pour l'art contanporain Claudine et Jean-Marc Salomon, Exposition enchanté château, Alex

## Distinctions
- 1984 : Kunstpreis Rheinische Post, Düsseldorf
- 1989 : Kunstpreis Glockengasse, Cologne
- 1994 : Coutts & Co. International Award, London
- 1996 : Kunstpreis Aachen
- 1999 : Junge Stadt sieht Junge Kunst, Wolfsburg
- 2002 : Konrad-von-Soest-Preis des Landschaftsverband Westfalen-Lippe
- 2008 : Piepenbrock Prize for Sculpture
- 2014 : Kunstpreis Düsseldorf
- 2022 : Lion d'or pour la carrière, Biennale de Venise[6]